# Temesfő

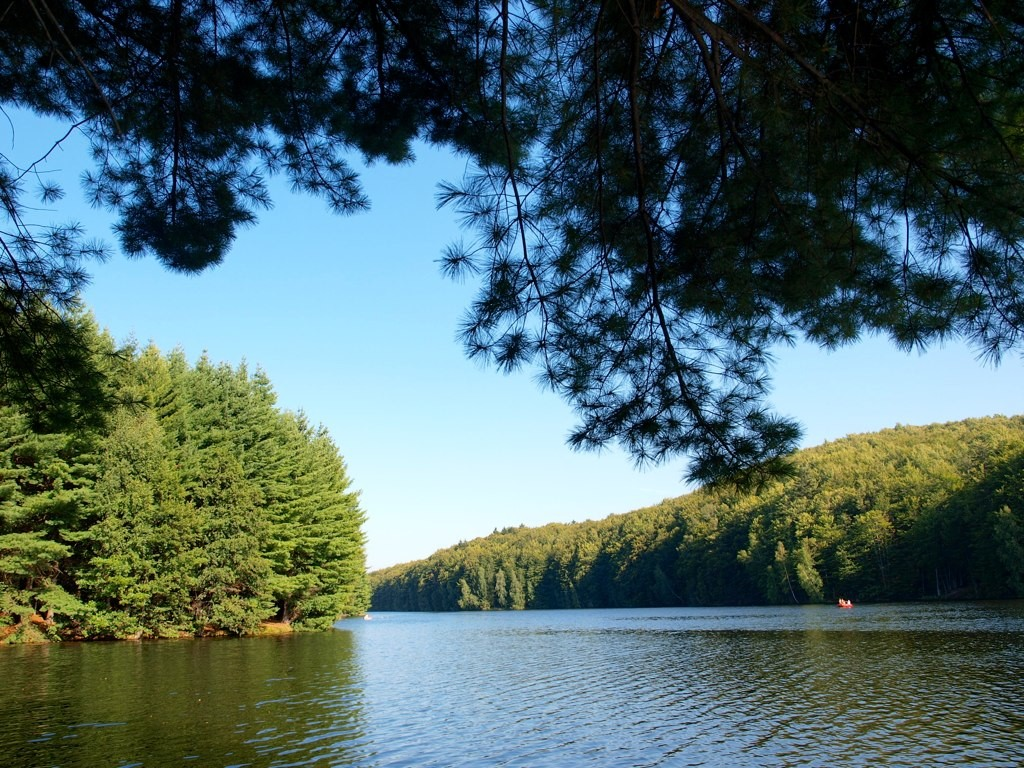
A Trei Ape tó

Temesfő, 1911-ig Weidenthal (románul: Brebu Nou, 1926-ig Vaidental vagy Brebu, németül: Weidenthal) falu Romániában, Krassó-Szörény megyében. A 2002-es népszámlálás adatai alapján Románia legkisebb népességű, mindössze 87 lakosú községének központja.

## Fekvése
A Szemenik-hegységben, a Temes folyó forrásvidékén, Resicabányától 48 km-re délkeletre fekszik. Érdekes, hogy utcaszerkezetének kialakításánál a telepítők nem törődtek a tagolt térfelszínnel és ragaszkodtak az íróasztalon tervezett sakktáblamintához. A Brebu pataknak a faluban több csermelyága fakadt, amelyek olyan picinyek, hogy nem is építettek rájuk hidakat. A házakat kőkerítéssel vették körül.

## Nevének eredete
Első említése 1828-ból való: Weidenthal. Német neve a 'legelők' vagy 'fűzfák' jelentésű Weiden és a 'völgy' jelentésű Tal szavak összetétele. A Temesfő nevet Krassó-Szörény vármegye ajánlására, a község tiltakozása ellenére állapították meg és a Temes forrására utal. Ugyancsak hivatalos névadással keletkezett román neve Brebu nevű patakjára utal (Brebu Nou 'Újbréb' – a breb egyébként 'hód'-ot jelent).

## Története
1827–28-ban telepítették a Cseh-erdőből, Klattau környékéről való németekkel 137 házba, a Bánáti Román Határőrezred szlatinai századának területére, Temesszlatina legelőjére. Lakói 1838-ig adómentességet, 1846-ig a katonáskodás alóli felmentést élveztek, és a kezdeti években rendszeres természetbeni juttatásokat kaptak. 1830-ban 597-en lakták. Az éghajlat és az ismeretlen éghajlat sok áldozatot szedett, és amikor a kincstár az ellátmányok beszüntetését helyezte kilátásba, lakói közül 1833 tavaszán harminc család Ószadovára, a többiek a wolfsbergiekkel és wolfswieseiekkel együtt a síkságra, Móricföldre, Niczkyfalvára, Bakovára, Nagyzsámra, Buziásra és máshová költöztek. A következő évben, 1834-ben néhány lakója visszatért, és más családokat is sikerült visszacsábítaniuk, akik az új környezetben sem találtak megélhetést. A falu 1836-ban már 37 lakott házból állt. A hatóságok 1839-ben rendezték, összevonták a falu belterületének a telkeit. Házai boronafalakból épültek, és az első évtizedekben főként egyosztatúak voltak. A század közepétől építettek nagyobb házakat. Első három temploma is fából épült. Római katolikus egyháza 1855-ig Szlatina filiája volt, saját pap 1855-től 1876-ig, 1896-tól 1916-ig és 1928-tól 1976-ig szolgált a faluban. Mai templomát 1878 és 1881 között építették.
Férfilakossága a császári erők oldalán vett részt az 1849-es szabadságharcban. 1848–1849 telén a Vaskapu-hágó előterében állomásoztak, áprilisban csatát veszítettek Bem erői ellen előbb Bukovánál, majd Vajszlovánál. Örményesre, később Mehádiára vonultak vissza. Itt a kolerajárvány pusztította soraikat. Júliusban Havasalföldre irányították őket, ahonnan Eduard Clam-Gallas seregében, a Törcsvári-hágón át vonultak be Erdélybe. Ott még részt vettek az utolsó harcokban a háromszéki székelyek ellen, a szászhermányi hídnál. 1850-ben Morvaországban, 1851-ben Ferrarában, 1854-ben Moldvában, 1859-ben Dél-Tirolban, 1866-ban pedig a porosz–osztrák–olasz háborúban teljesítettek szolgálatot.
A Határőrvidék 1871-es feloszlatásakor határának fele a magyar államé lett, másik feléből pedig határőr vagyonközösséget szerveztek, amely 1950-ig állt fenn. 1873-tól Szörény, 1880-tól Krassó-Szörény vármegyéhez tartozott. 1899–1903-ban épült meg a Wolfsberg és Szlatina közötti, Weidenthalt az alsó faluvégen érintő vármegyei út. Lakói szarvasmarhatartással és erdei munkával foglalkoztak. 1886-ban Wolfsberggel együtt Magyarországon az elsők között hozott létre falusi tejszövetkezetet. 1907 és 1932 között a közeli erdők nagy részét kitermelték. A fát egy 1800 méteres drótkötélpályán, majd úsztatva szállították el Resicára. 1941-ben a falu 2639 kataszteri holdas határából 549 hold volt kaszáló, 520 szántó, 459 legelő és már csak 18 hold erdő. Fő termesztett növényei a burgonya és a len voltak. Utóbbiból az asszonyok még a szocializmus alatt is vásznat szőttek, amit a városokban adtak vagy cseréltek el.
1945-ben 185 temesfői németet hurcoltak el kényszermunkára a Szovjetunióba. Közülük 22-en meghaltak, ketten eltűntek, 11-en Németországba, 150-en Temesfőre tértek vissza. 1950–1956-ban a környékbeli német falvak közül egyedül itt működött német nyelvű felső iskolai tagozat, és az ószadovai, wolfsbergi, ferencfalvi és lindenfeldi gyerekek az itt berendezett internátusban laktak. A temesfőiek városokba való költözését 1980 körül felváltotta a Németországba való emigráció. Miután 1973-ban a községet turisztikai övezetté nyilvánították, az elvándorlók városiaknak adták el házaikat. 1991-re szinte minden német lakosa elhagyta.
1910-ben 1045 lakosából 1033 volt német anyanyelvű és 1042 római katolikus vallású.
2002-ben 17 lakosából 9 volt román, 3 magyar, 2 német és 2 szerb nemzetiségű; 11 ortodox, 3 római katolikus és 3 református vallású.

## Nevezetességek
Az 53 hektáros Lacul Trei Ape (Drei Wässer – 'három víz tava') víztározót három forrás vizének felduzzasztásával hozták létre, a resicabányai vasmű áramellátásának céljából. 1967-ben adták át. 1973-ban aszfaltozott utat építettek ki hozzá, és partján turisztikai övezetet hoztak létre.

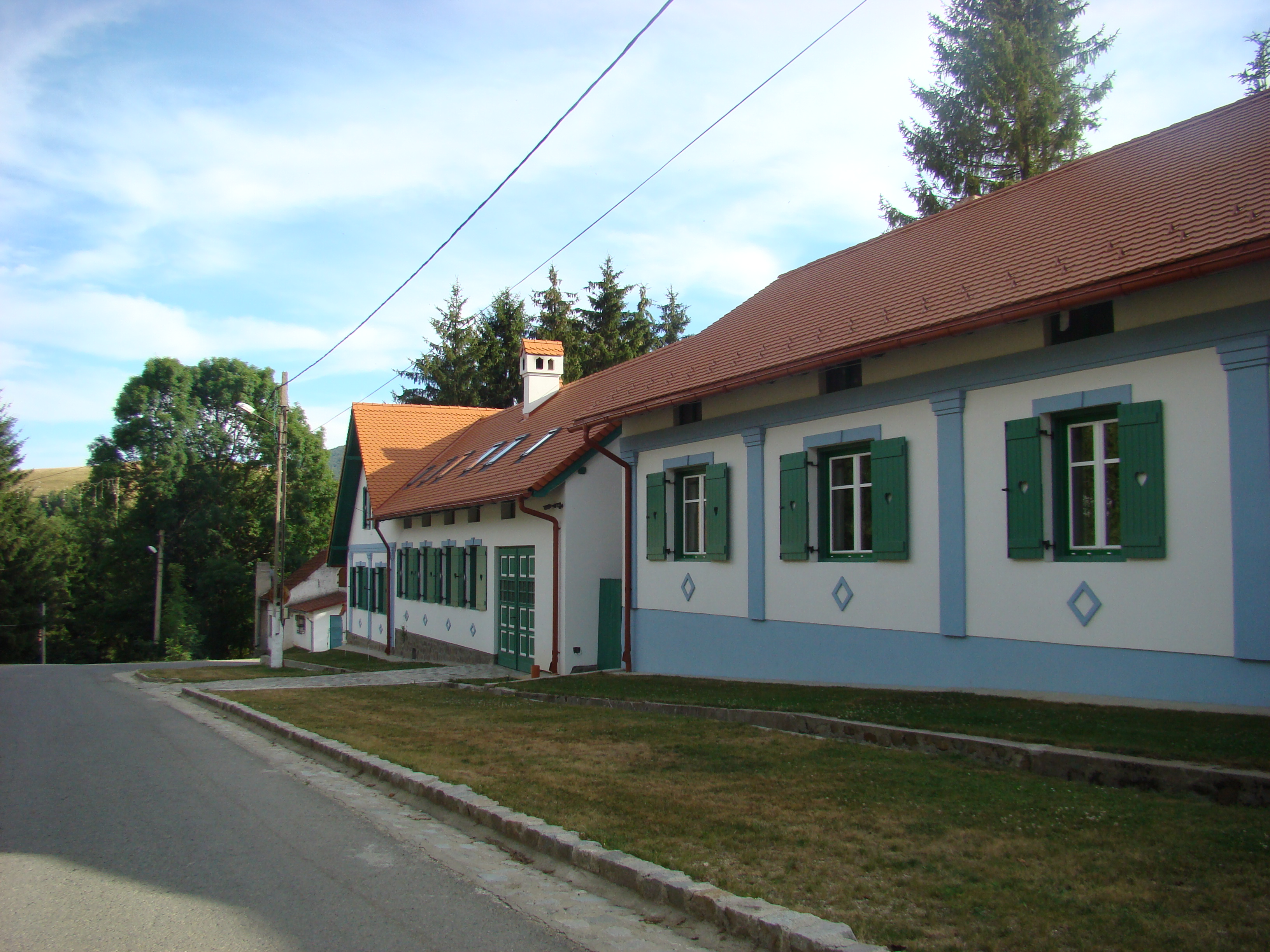
Utcakép

## Külső hivatkozások
- Fényképek a római katolikus templomról és orgonájáról, az orgona leírásával (németül)